# Кожанка (станція)
Кóжанка — проміжна залізнична станція Козятинської дирекції Південно-Західної залізниці на дільниці Козятин I — Фастів I між зупинними пунктами Чернявка (8 км) та Триліси (8 км). Розташована в однойменному селищі міського типу Фастівського району Київської області.

## Історія
Станція відкрита у 1870 році, одночасно з відкриттям лінії Київ — Фастів — Козятин.
У 1964 році станція електрифікована змінним струмом в складі дільниці Фастів I — Козятин I.

## Пасажирське сполучення
На станції зупиняються приміські електропоїзди Козятинського і Фастівського напрямків та регіональні поїзди сполученням Київ — Гречани.

## Галерея

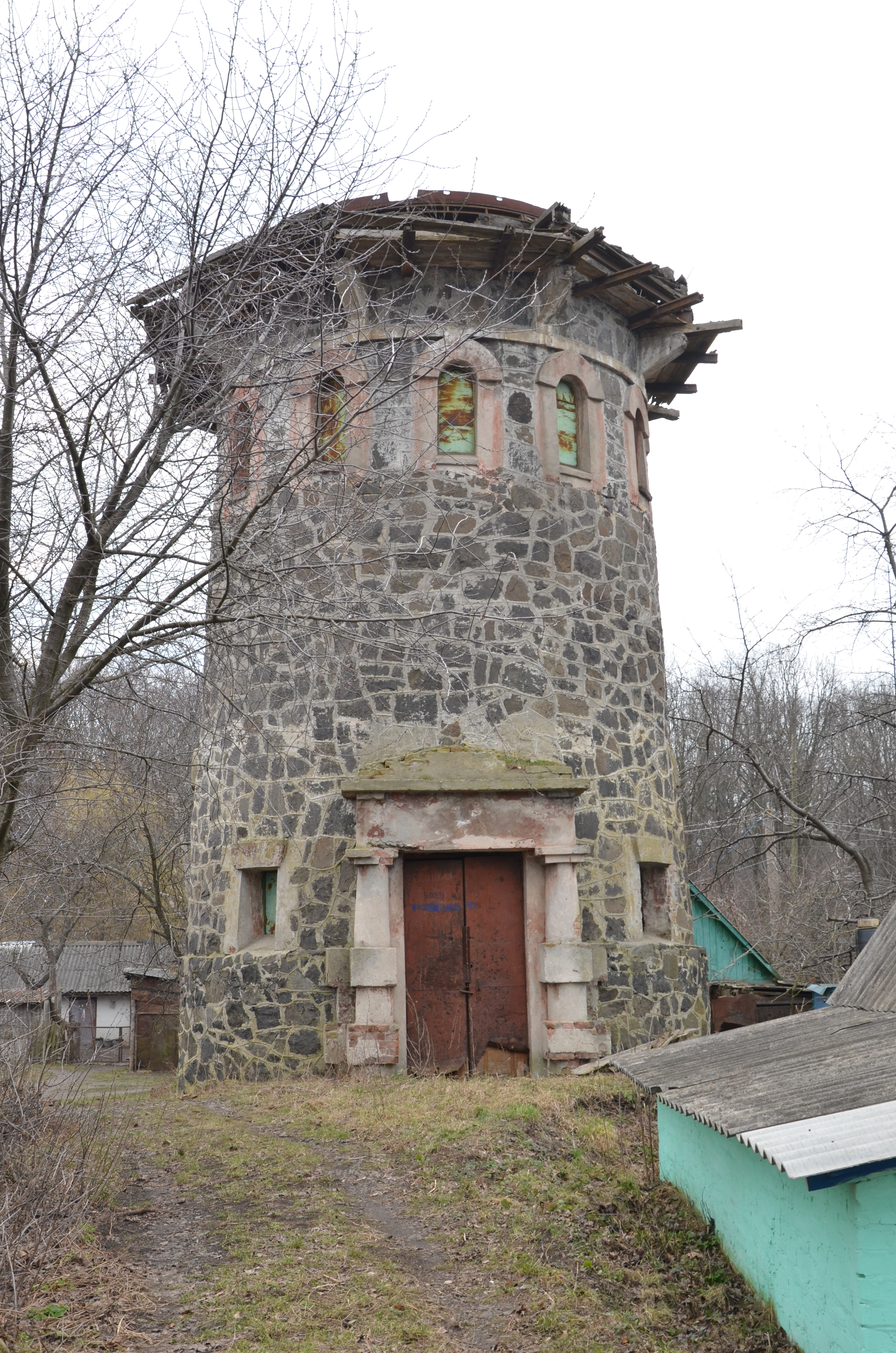
Станційна водонапірна вежа